# Норткот, Джеймс

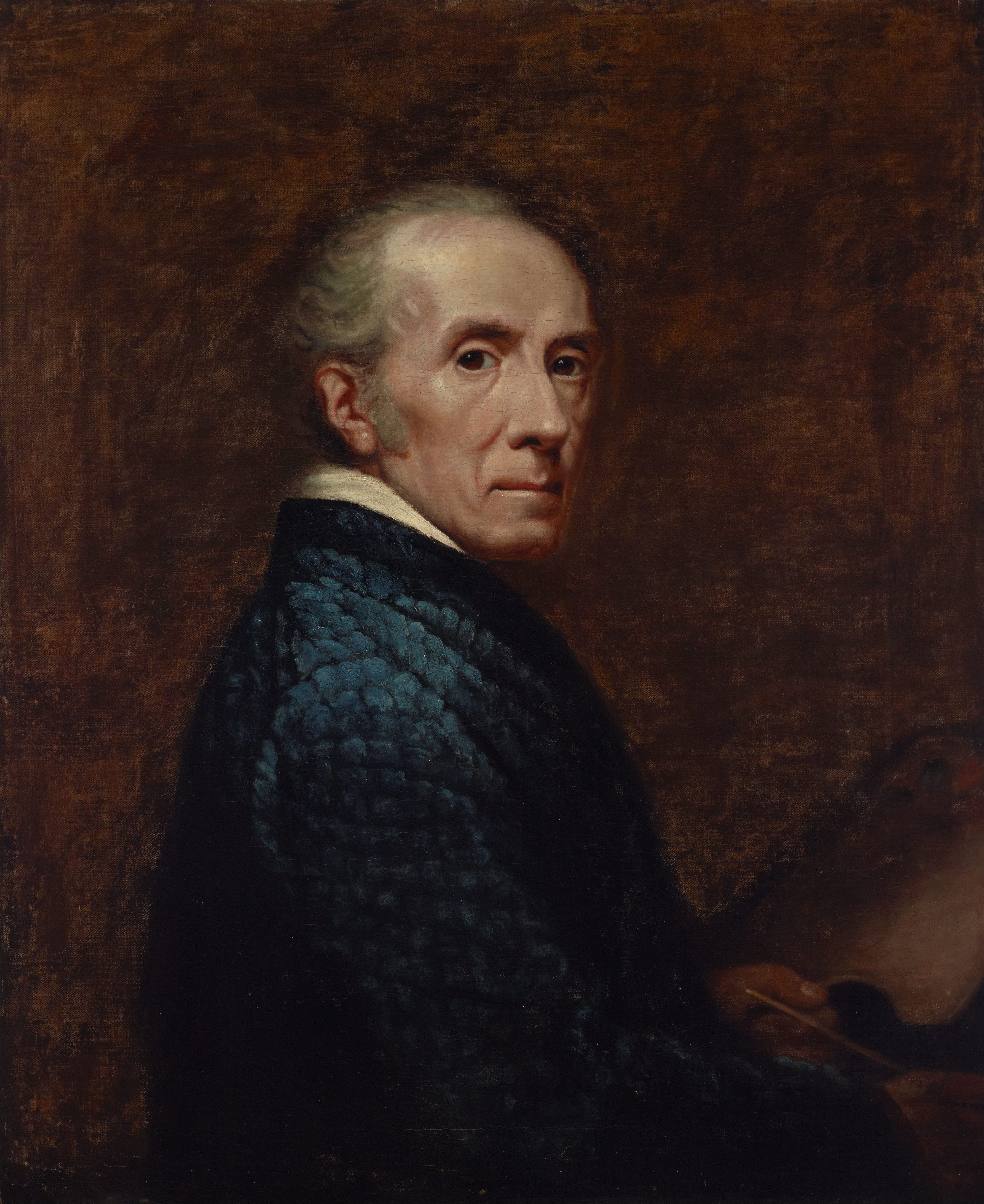
Автопортрет

Джеймс Но́рткот (англ. James Northcote; 22 октября 1746, Плимут, Англия — 13 июля 1831) — английский художник, член Королевской академии художеств.

## Биография
Джеймс Норткот родился в Плимуте 22 октября 1746 года в семье Сэмюэля Норткота, бедного часовщика. Был учеником своего отца. Подросший мальчик работал вместе с отцом, а в свободное время занимался рисованием и живописью. В 1769 году он покинул отца и стал зарабатывать на жизнь рисованием портретов. Четыре года спустя Норткот переехал в Лондон и поступил учеником в мастерскую Джошуа Рейнольдса. В это же время он посещал занятия в Королевской академии художеств.
В 1775 году Норткот покинул школу Рейнольдса и вернулся в Девон. Накопив нужную сумму, художник отправился учиться в Италию. Три года спустя Норткот вернулся в Англию. После кратковременного визита в родные места художник обосновался в Лондоне, где его соперниками стали Генрих Фюссли и Джон Оупи (англ. John Opie). Норткот не гнушался созданием эротических рисунков, гравюры с которых имели широкое распространение, например популярная серия из десяти гравюр "Скромная девушка и развратник" (1796).
В 1786 году Норткота избрали членом Академии, а уже следующей весной — полным академиком. Он спонсировал прием Томаса Сьюэла Робинса в Школу Королевской академии в 1829 году. Художник умер в 1831 году в Лондоне.
«Шахматисты» — наиболее значимая картина Джеймса Норткота (1807). Загадочный сюжет и атмосфера театрального представления выделяют её среди других работ художника. Насчитывается около 2000 работ Норткота.